# Phytoseius borealis
Phytoseius borealis är en spindeldjursart som beskrevs av Chant 1965. Phytoseius borealis ingår i släktet Phytoseius och familjen Phytoseiidae. Inga underarter finns listade i Catalogue of Life.